# Könnyűzene

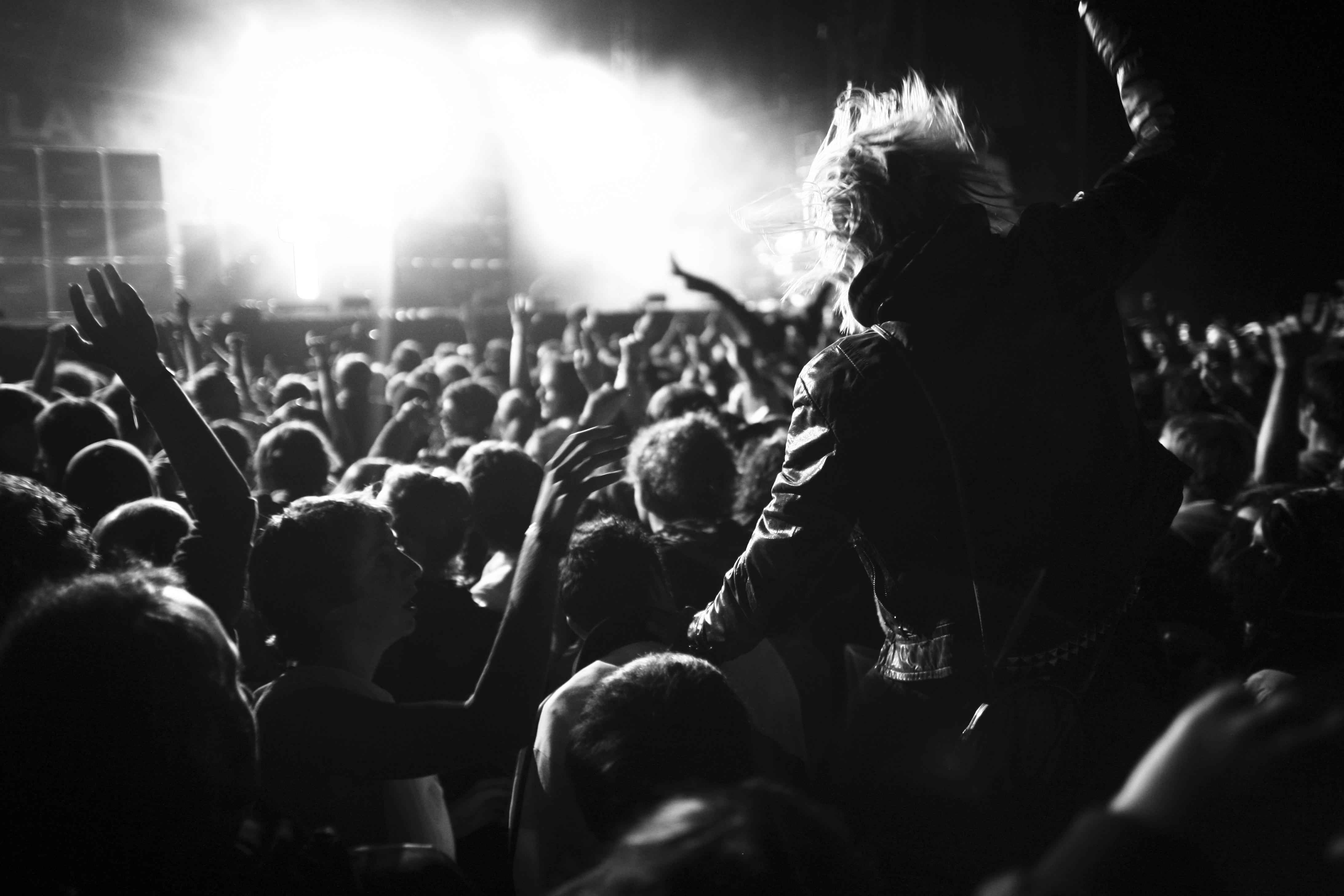
A Justice nevű francia electro house együttes koncertje

Könnyűzene (szórakoztató zene) bármely olyan zenei stílus, amely „széles körben népszerű”, és nem tartozik sem a komolyzene, sem a hagyományos népzene körébe. Gyakran használják rá a popzene kifejezést is, azonban a két fogalom nem teljesen azonos, mert az utóbbi szűkebb kategória, és nem tartozik bele például a dzsessz.

## A könnyűzene helye a másfajta zenék mellett
|  |  |  |  |                              |                              |                              |                              |                                                                        |                                                                        |                                                                        |                                                                        |                                                                        |                                                                        |                                                                 |                                                                 |                                                                 |                                                                 |         |         |               |               |               |               |                  |                  |                  |                  |                  |                  |          |          |          |          |  |  |                                                         |                                                         |                                                         |                                                         |                                                         |                                                         |                   |                   |                                                         |                                                         |                                                         |                                                         |                                                         |                                                         |  |  |  |  |  |  |  |  |  |  |  |  |  |  |  |  |  |  |  |  |  |  |  |  |  |  |  |  |  |  |  |  |  |  |  |  |
|  |  |  |  |                              |                              |                              |                              |                                                                        |                                                                        |                                                                        |                                                                        |                                                                        |                                                                        |                                                                 |                                                                 | Zenefajták                                                      |                                                                 |         |         |               |               |               |               |                  |                  |                  |                  |                  |                  |          |          |          |          |  |  |                                                         |                                                         |                                                         |                                                         |                                                         |                                                         |                   |                   |                                                         |                                                         |                                                         |                                                         |                                                         |                                                         |  |  |  |  |  |  |  |  |  |  |  |  |  |  |  |  |  |  |  |  |  |  |  |  |  |  |  |  |  |  |  |  |  |  |  |  |
|  |  |  |  |                              |                              |                              |                              |                                                                        |                                                                        |                                                                        |                                                                        |                                                                        |                                                                        |                                                                 |                                                                 |                                                                 |                                                                 |         |         |               |               |               |               |                  |                  |                  |                  |                  |                  |          |          |          |          |  |  |                                                         |                                                         |                                                         |                                                         |                                                         |                                                         |                   |                   |                                                         |                                                         |                                                         |                                                         |                                                         |                                                         |  |  |  |  |  |  |  |  |  |  |  |  |  |  |  |  |  |  |  |  |  |  |  |  |  |  |  |  |  |  |  |  |  |  |  |  |
|  |  |  |  |                              |                              |                              |                              |                                                                        |                                                                        |                                                                        |                                                                        |                                                                        |                                                                        |                                                                 |                                                                 |                                                                 |                                                                 |         |         |               |               |               |               |                  |                  |                  |                  |                  |                  |          |          |          |          |  |  |                                                         |                                                         |                                                         |                                                         |                                                         |                                                         |                   |                   |                                                         |                                                         |                                                         |                                                         |                                                         |                                                         |  |  |  |  |  |  |  |  |  |  |  |  |  |  |  |  |  |  |  |  |  |  |  |  |  |  |  |  |  |  |  |  |  |  |  |  |
|  |  |  |  |                              |                              |                              |                              | Nagy múltú zeneelméleti, zenetudományi alapokkal rendelkező zenefajták | Nagy múltú zeneelméleti, zenetudományi alapokkal rendelkező zenefajták | Nagy múltú zeneelméleti, zenetudományi alapokkal rendelkező zenefajták | Nagy múltú zeneelméleti, zenetudományi alapokkal rendelkező zenefajták | Nagy múltú zeneelméleti, zenetudományi alapokkal rendelkező zenefajták | Nagy múltú zeneelméleti, zenetudományi alapokkal rendelkező zenefajták |                                                                 |                                                                 | Népzene                                                         | Népzene                                                         | Népzene | Népzene | Népzene       | Népzene       |               |               | Alkalmazott zene | Alkalmazott zene | Alkalmazott zene | Alkalmazott zene | Alkalmazott zene | Alkalmazott zene |          |          |          |          |  |  |                                                         |                                                         |                                                         |                                                         | Szórakoztató zene                                       | Szórakoztató zene                                       | Szórakoztató zene | Szórakoztató zene | Szórakoztató zene                                       | Szórakoztató zene                                       |                                                         |                                                         |                                                         |                                                         |  |  |  |  |  |  |  |  |  |  |  |  |  |  |  |  |  |  |  |  |  |  |  |  |  |  |  |  |  |  |  |  |  |  |  |  |
|  |  |  |  |                              |                              |                              |                              | Nagy múltú zeneelméleti, zenetudományi alapokkal rendelkező zenefajták | Nagy múltú zeneelméleti, zenetudományi alapokkal rendelkező zenefajták | Nagy múltú zeneelméleti, zenetudományi alapokkal rendelkező zenefajták | Nagy múltú zeneelméleti, zenetudományi alapokkal rendelkező zenefajták | Nagy múltú zeneelméleti, zenetudományi alapokkal rendelkező zenefajták | Nagy múltú zeneelméleti, zenetudományi alapokkal rendelkező zenefajták |                                                                 |                                                                 | Népzene                                                         | Népzene                                                         | Népzene | Népzene | Népzene       | Népzene       |               |               | Alkalmazott zene | Alkalmazott zene | Alkalmazott zene | Alkalmazott zene | Alkalmazott zene | Alkalmazott zene |          |          |          |          |  |  |                                                         |                                                         |                                                         |                                                         | Szórakoztató zene                                       | Szórakoztató zene                                       | Szórakoztató zene | Szórakoztató zene | Szórakoztató zene                                       | Szórakoztató zene                                       |                                                         |                                                         |                                                         |                                                         |  |  |  |  |  |  |  |  |  |  |  |  |  |  |  |  |  |  |  |  |  |  |  |  |  |  |  |  |  |  |  |  |  |  |  |  |
|  |  |  |  |                              |                              |                              |                              |                                                                        |                                                                        |                                                                        |                                                                        |                                                                        |                                                                        |                                                                 |                                                                 |                                                                 |                                                                 |         |         |               |               |               |               |                  |                  |                  |                  |                  |                  |          |          |          |          |  |  |                                                         |                                                         |                                                         |                                                         |                                                         |                                                         |                   |                   |                                                         |                                                         |                                                         |                                                         |                                                         |                                                         |  |  |  |  |  |  |  |  |  |  |  |  |  |  |  |  |  |  |  |  |  |  |  |  |  |  |  |  |  |  |  |  |  |  |  |  |
|  |  |  |  | Klasszikus zene (Komolyzene) | Klasszikus zene (Komolyzene) | Klasszikus zene (Komolyzene) | Klasszikus zene (Komolyzene) | Klasszikus zene (Komolyzene)                                           | Klasszikus zene (Komolyzene)                                           |                                                                        |                                                                        | Európán kívüli műzenék (arab, indiai, kínai, japán, indonéziai)        | Európán kívüli műzenék (arab, indiai, kínai, japán, indonéziai)        | Európán kívüli műzenék (arab, indiai, kínai, japán, indonéziai) | Európán kívüli műzenék (arab, indiai, kínai, japán, indonéziai) | Európán kívüli műzenék (arab, indiai, kínai, japán, indonéziai) | Európán kívüli műzenék (arab, indiai, kínai, japán, indonéziai) |         |         | Színházi zene | Színházi zene | Színházi zene | Színházi zene | Színházi zene    | Színházi zene    |                  |                  | Filmzene         | Filmzene         | Filmzene | Filmzene | Filmzene | Filmzene |  |  | Régi szórakoztató zenék (szimfonikus szórakoztató zene) | Régi szórakoztató zenék (szimfonikus szórakoztató zene) | Régi szórakoztató zenék (szimfonikus szórakoztató zene) | Régi szórakoztató zenék (szimfonikus szórakoztató zene) | Régi szórakoztató zenék (szimfonikus szórakoztató zene) | Régi szórakoztató zenék (szimfonikus szórakoztató zene) |                   |                   | Modern szórakoztató zenefajták (könnyűzene, 20. század) | Modern szórakoztató zenefajták (könnyűzene, 20. század) | Modern szórakoztató zenefajták (könnyűzene, 20. század) | Modern szórakoztató zenefajták (könnyűzene, 20. század) | Modern szórakoztató zenefajták (könnyűzene, 20. század) | Modern szórakoztató zenefajták (könnyűzene, 20. század) |  |  |  |  |  |  |  |  |  |  |  |  |  |  |  |  |  |  |  |  |  |  |  |  |  |  |  |  |  |  |  |  |  |  |  |  |
|  |  |  |  | Klasszikus zene (Komolyzene) | Klasszikus zene (Komolyzene) | Klasszikus zene (Komolyzene) | Klasszikus zene (Komolyzene) | Klasszikus zene (Komolyzene)                                           | Klasszikus zene (Komolyzene)                                           |                                                                        |                                                                        | Európán kívüli műzenék (arab, indiai, kínai, japán, indonéziai)        | Európán kívüli műzenék (arab, indiai, kínai, japán, indonéziai)        | Európán kívüli műzenék (arab, indiai, kínai, japán, indonéziai) | Európán kívüli műzenék (arab, indiai, kínai, japán, indonéziai) | Európán kívüli műzenék (arab, indiai, kínai, japán, indonéziai) | Európán kívüli műzenék (arab, indiai, kínai, japán, indonéziai) |         |         | Színházi zene | Színházi zene | Színházi zene | Színházi zene | Színházi zene    | Színházi zene    |                  |                  | Filmzene         | Filmzene         | Filmzene | Filmzene | Filmzene | Filmzene |  |  | Régi szórakoztató zenék (szimfonikus szórakoztató zene) | Régi szórakoztató zenék (szimfonikus szórakoztató zene) | Régi szórakoztató zenék (szimfonikus szórakoztató zene) | Régi szórakoztató zenék (szimfonikus szórakoztató zene) | Régi szórakoztató zenék (szimfonikus szórakoztató zene) | Régi szórakoztató zenék (szimfonikus szórakoztató zene) |                   |                   | Modern szórakoztató zenefajták (könnyűzene, 20. század) | Modern szórakoztató zenefajták (könnyűzene, 20. század) | Modern szórakoztató zenefajták (könnyűzene, 20. század) | Modern szórakoztató zenefajták (könnyűzene, 20. század) | Modern szórakoztató zenefajták (könnyűzene, 20. század) | Modern szórakoztató zenefajták (könnyűzene, 20. század) |  |  |  |  |  |  |  |  |  |  |  |  |  |  |  |  |  |  |  |  |  |  |  |  |  |  |  |  |  |  |  |  |  |  |  |  |

## Formája
A könnyűzenében a dalok szerkezete többnyire részekre tagolt. A leggyakoribb részek a verze, a refrén és az átkötés (bridge). Gyakori könnyűzenei formák a 32-ütemes szerkezet, a „verze-refrén” szerkezet, és a 12-ütemes blues (avagy blues-kör). A könnyűzenében ritkán komponálnak olyan dalokat, amelyben a dalszöveg minden egyes strófájának különböző zenei motívum tartozik (az ilyen felépítésű dalokat nevezik „átkomponált dalnak”).
A verze és a refrén az elsődleges elemek. Minden egyes verzének gyakran ugyanaz a dallama (esetleg némi apró módosítással), de a dalszöveg a legtöbb verzénél különböző. A refrén általában rendelkezik egy zenei frázissal vagy kiemelt versszakkal, amelyek ismétlődnek. A könnyűzenei daloknak ezenkívül lehet még bevezető (intro) és befejező (outro, vagy kóda) szakasza is, de ezek az elemek nem alapvető fontosságúak a legtöbb dal esetében. A „verze-refrén” szerkezetű daloknak gyakran van egy átkötés (bridge) része is, amely ahogy a neve is sugallja, a verze és a refrén között teremt kapcsolatot.
A verze és a refrén gyakran ismétlődik a dal folyamán, míg a bridge, az intro és az outro általában csak egyszer szólal meg. Néhány dalnak van szóló része is, főleg a rock és blues esetében. A szólószakaszban egy vagy több hangszer átveszi az énekdallamot, vagy improvizál egy akkordmenetre. Egy szóló általában egyetlen hangszeres előadására épül (pl. egy gitáros, vagy egy billentyűs), vagy ritkább esetben két hangszeres közös játékára (pl. egy trombitás és egy szaxofonos).
A 32-ütemes forma négy részből áll, legtöbbször mindegyik rész nyolc ütemből (4×8=32), két verze (A-szakasz), egy kontrasztos B-szakasz (a bridge, avagy „középnyolcas”), és egy újabb verze az utolsó A-szakaszban (AABA). A „verze-refrén” szerkezet (avagy ABA szerkezet) kombinálható az AABA formával. Egyetlen akkordmenet ismétlése határozza meg az egyszerű verze-szerkezetet, mint amilyen a 12-ütemes blues.

## Története

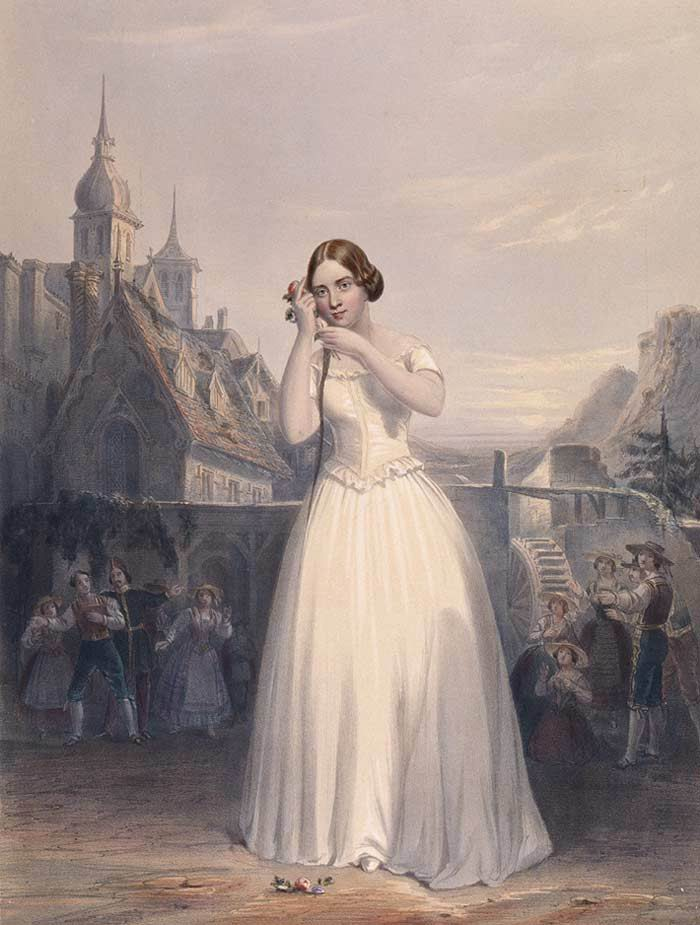
Jenny Lind 19. századi énekesnő a La sonnambula című dal előadása közben

„A zeneipar 18. század végi, 19. század eleji kialakulásának legjelentősebb hozadéka a kották kereskedelmi forgalomban való megjelenése volt.” A népszerű dalok és hangszeres zenedarabok széles körben elérhető, olcsó kottái tették lehetővé a zene elterjedését az amatőr zenészek széles körében, akik így otthonaikban tudták eljátszani, vagy elénekelni a népszerű dalokat. A kották hatása mellett egy másik tényező a 18. és 19. század fordulóján a „közparkokban, tánctermekben, zenés színházakban és koncerttermekben” tartott népszerű zenei előadások számának növekedése volt. A korai könnyűzenei előadók szorosan együttműködtek a kottakiadókkal (zeneműkiadók) a népszerű darabok reklámozásában. Az egyik legkorábbi könnyűzenei előadó, akinek sikerült nagy népszerűségre szert tennie Jenny Lind volt, aki a 19. század közepén turnézni is tudott az Egyesült Államokban. A 19. század során egyre több átlagember került közelebbi kapcsolatba a zenével úgy, hogy amatőr kórusokban énekelt, vagy csatlakozott a helyi rezesbandához.
A 19. század végén az Egyesült Államokban, New Yorkban volt a zeneműkiadás központja a Tin Pan Alley kerületben. A Tin Pan Alley zeneműkiadói új módszert fedeztek fel a kották reklámozására: az új dalok unásig való folyamatos játszását. Az egyik technikai újítás, ami a népszerű dallamok terjesztését segítette a századfordulón, a gépzongora volt, ami lehetővé tette az embereknek, hogy meghallgassák az új népszerű zongoradarabokat. Az 1900-as évek kezdetére a revüszínházak, tánctermek, és a legújabb találmány, a gramofon elterjedése volt a trend. A hanglemezipar hatalmas iramban nőtt. „1920-ban közel 80 hanglemeztársaság létezett Angliában, és majdnem 200 az Egyesült Államokban.” Az 1920-as évek elején kezdtek zenét sugározni a rádiók, ami szintén segített a könnyűzenét eljuttatni a tömegekhez. Egy másik tényező a hangosfilm megjelenése volt az 1920-as évek végén. Az 1930-as években a konszolidáció felé mozdult el a hanglemezgyártás, ami azt jelentette, hogy számos nagyvállalat kezdte uralni a hanglemezipart.
Az 1950-es és 1960-as években a televízió szerepe nőtt meg nagymértékben a könnyűzene terjesztésében. A népszerű énekesek és együttesek rendszeresen feltűntek a tévés varietéműsorokban. A ’60-as években az új hangrögzítési technikák kifejlesztésével, mint a például a többsávos felvevők, a hangmérnökök szerepének súlya is megnőtt. Az új technika segítségével a hangmérnökök új hangzásokat, hangeffekteket hozhattak létre, ami korábban lehetetlen volt a hagyományos „élő” felvételek során.
Az 1970-es években tovább folytatódott a zeneipar konszolidációja, amíg „öt multinacionális nagyvállalat – három amerikai (WEA, RCA, CBS) és két európai (EMI, Polygram) – kezébe nem került a piac nagy része.” Az 1990-es években új fordulat következett, amikor a hanglemezgyártók film, televíziós, és lapkiadó vállalatokkal egyesültek, ami megkönnyítette a közös marketingtevékenységet, az egyes leányvállalatok együttműködését. Például egy hanglemezkiadó sztárját a cég tévécsatornája és magazinjai reklámozhatták.
Az 1990-es években a könnyűzenét megváltoztatta az olyan digitális eszközök megjelenése, mint a keverőpultok, a szintetizátorok, a samplerek és sequencerek, amelyek új hangzások létrehozását tették lehetővé, és megkönnyítették az önszerveződő zenei produkciók és kis független kiadók létrejöttét. Egy másik trend, amely hatással volt a könnyűzenére a számítógépek és az Internet elterjedése, ami lehetővé tette a digitális felvételek, illetve a kották és dalszövegek digitális változatainak terjesztését.

## Közönsége
A könnyűzene megszületése legkésőbb a 19. század közepére datálható, és rendszerint különböző műfajokra osztható. Az egyes műfajok gyakran köthetők bizonyos korosztályokhoz. Legtöbbször, de persze nem minden esetben, az adott műfaj közönségét azok jelentik, akik a műfaj népszerűségének idején voltak fiatalok. Például a jazz rajongói feltehetően idősebbek, mint a hiphop közönsége. Néhány műfaj esetében, mint például a ragtime, az eredeti célkorosztály szinte teljesen eltűnt, kihalt.
A fiatalok növekvő szociális és gazdasági függetlenségével, ez a „generációs szakadék” folyamatosan növekszik a második világháború óta. A varieté és más szórakozási formák az 1940-es éveket megelőzően nem voltak korosztályfüggők. A nagy gazdasági világválságtól a háború befejezéséig Bing Crosby színész-énekes volt a legsikeresebb előadó az Egyesült Államokban. Az ő közönsége nem egyetlen korcsoportból került ki, rajongói átlagéletkora 21 év volt. Crosby 1954-es visszavonulása után nagy generációs szakadék támadt. A tinédzserek között Elvis Presley lett a legnépszerűbb előadó, míg a felnőtteknél Frank Sinatra.

## Könnyűzenei műfajok
A könnyűzenében a 19. század vége óta folyamatosan jönnek létre új műfajok, amelyek kialakulásuk után számtalan zenei stílusra ágaznak szét, majd ezek később újabb stílusokban egyesülnek fejlődésük során.
Az alábbi lista a könnyűzenei műfajok kialakulásának kronológiáját mutatja:
- 1890-es évek: ragtime[7]
- 1900-as évek: blues,[8] country[9]
- 1910-es évek: dzsessz[10]
- 1940-es évek: R&B[11]
- 1950-es évek: pop/rock[12]
- 1960-as évek: reggae[13]
- 1970-es évek: rap/hiphop,[14] heavy metal[15]
- 1980-as évek: electro[16]

### Magyarul
- Könnyűműfaj '81. Popzene és környéke egy tanácskozás tükrében; szerk. Burger András, Pethes Sándor; KISZ Budapesti Bizottság Politikai Képzési Központja, Bp., 1981
- Oldal Gábor: Zene futószalagon. A szórakoztató muzsika világtörténete; Zeneműkiadó, Bp., 1981
- Peter Wicke: A szórakoztató zene Mozarttól Madonnáig; ford. Borbély Mária, Magyar István, Klément Krisztián; Athenaeum 2000, Budapest, 2000
- Szórakoztató zenei lexikon; összeáll. Hölzer Tamás; Enciklopédia, Budapest, 2003
- Szakács Gábor: Nagy rock 'n' roll könyv; Holoprint, Budapest, 2004
- Vedres Csaba: Mi az, hogy könnyűzene?!; Kairosz Kiadó, Bp., 2006
- Zene, amely megrengette a világot; tan. Peter Murray et al., ford. Morvai Krisztina, Nagy Miklós; Nemzeti Tankönyvkiadó, Bp., 2008
- Csak a zene; szerk. Tyihák Katalin; Szalay Könyvek, Kisújszállás, 2009
- San Franciscótól Woodstockig. Az amerikai rockplakát aranykora, 1965–1971. Kogart Ház, 2011. szeptember 24–december 31.; szerk. Danyi Orsolya, Fertőszögi Péter; Kovács Gábor Művészeti Alapítvány, Bp., 2011
- Tófalvy Tamás: Túl a szubkultúrán, és vissza. Populáris zenei színterek, műfajok és az internet; Szépmesterségek Alapítvány, Miskolc, 2017 (Műút-könyvek)
- Dudich Ákos–Pritz Péter: ABC 0–24. Nonstop rock 'n' roll interjúk; Konkrét Könyvek, Bp., 2017
- Régen minden jobb volt. Korunk filmjei, zenéi, tévéműsorai; tan. Balázsy István et al.; Napvilág, Bp., 2021
- Vass Norbert: Mindenki! Koncertek, történetek a beat és a rock aranykorából; Cser, Bp., 2022